# Pachygnatha
Pachygnatha là một chi nhện trong họ Tetragnathidae.

## Hình ảnh

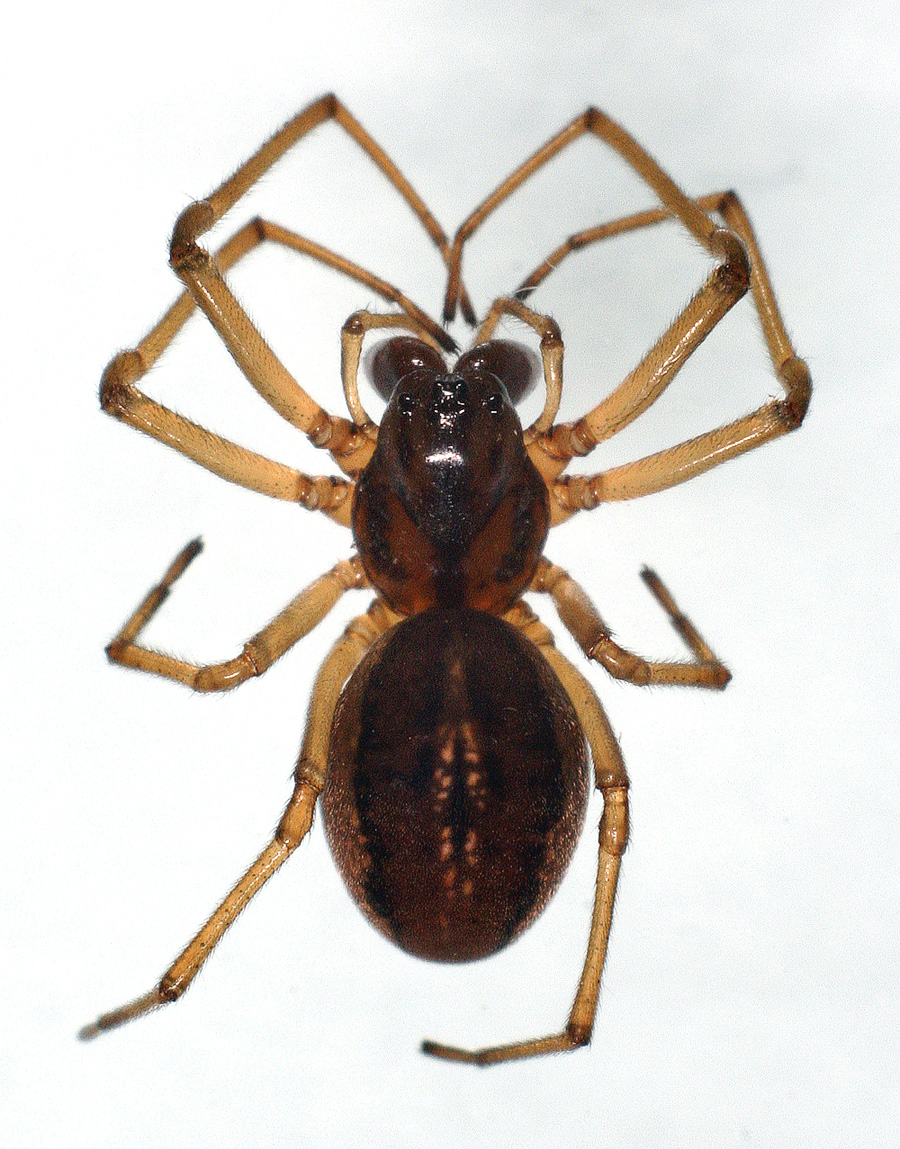